# Eressa subaurata
Eressa subaurata är en fjärilsart som beskrevs av Walker. Eressa subaurata ingår i släktet Eressa och familjen björnspinnare. Inga underarter finns listade i Catalogue of Life.